# Grote platrug
De grote platrug (Polydesmus angustus) is een geleedpotige uit de familie Polydesmidae (miljoenpoten met een platte rug). Hij komt vooral voor in bladstrooisel, dood hout, composthopen, bladafval en ander rottend materiaal. Hij komt pas laat in het voorjaar tevoorschijn. Hij leeft van bladeren en ander rottend materiaal, maar ook zacht fruit zoals aardbeien. Hij is te herkennen aan de lichaamssegmenten die aan de uiteinden iets ingesnoerd zijn. Hierdoor komt het uiterlijk van het dier geribbeld over.

## Kenmerken
De lichaamslengte is 13 tot 28 mm (meestal 18 tot 24 mm) en de lichaamsbreedte is 2 tot 4 mm. Hij heeft 20 segmenten met aan elk segment een dubbele rij pootjes. Het lichaam is bleek grijsbruin, bruin, roodbruin of roodachtig bruin van kleur en glanzend. Een smalle, donkere dorsale band loopt over de rug, beginnend in het eerste derde deel van het lichaam. Er zijn platte uitsteeksels (zijvleugels) op het lichaamsoppervlak aan de zijkanten, die niet verlicht zijn zoals bij Polydesmus complanatus. Ze zijn niet krom, maar plat. De achterrand van de zijvleugels is rechthoekig op de voorste segmenten, wordt spitser vanaf het zesde segment en is tandachtig langwerpig op de achterste segmenten. Het lichaam bestaat uit 20 segmenten, maar niet alle segmenten hebben benen (bijvoorbeeld het hoofd, pronotum of telson). De soort heeft dan ook geen 40 paar poten, maar slechts ongeveer 30. De poten zijn bruingeel tot witachtig van kleur en de onderzijde van het lichaam is grijsgeel. Ze zijn dus lichter dan bij Polydesmus complanatus. De poten van de mannetjes zijn langer en sterker. Het pronotum is bijna recht aan de voorkant en afgerond aan de zijhoeken. Pas uitgekomen juvenielen hebben minder paar poten, in de loop van de ontwikkeling ontstaan er meer lichaamssegmenten met paar poten. Volgens sommige rapporten hebben volwassen dieren niet altijd 20, maar soms slechts 18 of 19 lichaamsdelen.
Naast Polydesmus complanatus, waarvan de onderscheidende kenmerken al in de vorige tekst zijn toegelicht, zijn er nog andere Midden-Europese soorten van het geslacht, bijvoorbeeld Polydesmus coriaceus, Polydesmus denticulatus of Polydesmus inconstans. Zonder de mannelijke gonopoden of vrouwelijke epigynale structuren te onderzoeken, is het niet mogelijk om met zekerheid onderscheid te maken tussen de verschillende Polydesmus-soorten. Juvenielen zijn niet met zekerheid te identificeren.

## Levenswijze
Het voedsel bestaat voornamelijk uit dode bladeren en verrot hout, maar ook mos, gevallen fruit, schimmels of andere delen van het afval, vooral dood plantaardig materiaal, worden gegeten. Roofdieren omvatten verschillende zoogdieren, vogels, reptielen en amfibieën. De paring vindt plaats van maart tot juni en van augustus tot december. Het leggen van eieren vindt plaats van de lente tot de herfst. Vrouwtjes maken een rond nest en bewaken het door hun lichaam rond het nest te wikkelen. De onderkant van het lichaam wijst naar binnen. Individuen die tussen mei en augustus uitkomen, overwinteren in een van de late juveniele stadia of als volwassenen en planten zich voort in de volgende lente. Individuen die tussen augustus en oktober uit het ei zijn gekomen, overwinteren in een eerder jeugdstadium, nemen de volgende zomer een zomervakantie om waterverlies tijdens de rui te voorkomen, en overwinteren een tweede keer, dit keer als volwassene. De voortplanting vindt dan pas plaats na de tweede winterslaap. Geslachtsrijpe dieren sterven na het broedseizoen, meestal in de zomer of herfst. De soort geeft de voorkeur aan temperaturen van 4 tot 10 °C en is het meest actief in mei en oktober. Ze zijn het hele jaar door te vinden in een mild klimaat. De verhouding tussen dag- en nachtlengte heeft een grote invloed op het gedrag van de soort: bij lange dagen is de kans groter dat vrouwtjes eieren leggen en de ontwikkeling van de late larvale stadia duurt langer. Jonge dieren vormen vaak groepen om waterverlies te verminderen. Ze zijn zelfs meer hygrofiel dan de volwassenen omdat hun transpiratiesnelheid hoger is.

## Habitat
De soort leeft voornamelijk in bossen, maar ook in struiken, tuinen, weiden, stedelijke gebieden en composthopen. Hier worden ze bij voorkeur gevonden op vochtige plaatsen bij boomstronken of in dood hout, maar ook in strooisellaag of onder schors. Zowel zure als basische bodems zijn bezonken. De door het laboratorium bepaalde temperatuurvoorkeur van P. angustus ligt tussen 3 en 11 °C.

## Verspreiding
De soort komt oorspronkelijk voor in Europa. Hier komt het voor ten westen van de Pyreneeën door Frankrijk naar Groot-Brittannië en Ierland in het noordwesten. In het oosten woont ze in België, Nederland, Luxemburg, Duitsland, Zwitserland, Italië, Oostenrijk, Tsjechië, Polen, Denemarken en Zuid-Zweden en Noorwegen. Buiten Europa wordt de soort geïntroduceerd op de Azoren en in Noord-Amerika, waar hij plaatselijk voorkomt, vooral aan de oostkust. In Nederland komt deze soort algemeen voor.